# Marilia scudderi
Marilia scudderi är en nattsländeart som beskrevs av Banks 1924. Marilia scudderi ingår i släktet Marilia och familjen böjrörsnattsländor. Inga underarter finns listade i Catalogue of Life.